# Olejnik Pavlo
Olejnik Pavlo (Hmelnickij, 1989. február 21. –) ukrán születésű, 2017-től magyar színekben versenyző szabadfogású birkózó.

## Sportpályafutása
2015-ben és 2013-ban bronzérmet szerzett a birkózó világbajnokságon 2013-ban a 96 és 2015-ben a 97-kg-os súlycsoportban. 2013-ban a birkózó Európa-bajnokságon 96 kg-os súlycsoportban aranyérmes lett. 2011-ben a birkózó Európa-bajnokságon bronzérmet nyert szintén a 96-kg-os súlycsoportban.
A 2018-as birkózó-világbajnokságon az elődöntő során az amerikai Kyle Frederick Snyder volt az ellenfele. A mérkőzés eredménye 3–0 az amerikai javára. A bronzért mérkőzhetett tovább a magyar színekben induló versenyző, azonban a kubai származású olasz, Abraham de Jesus Conyedo Ruano 2-1-re legyőzte, így Olejnik az ötödik helyen zárt a 97 kilogrammosok mezőnyében.
2019 októberében a Nemzetközi Olimpiai Bizottság engedélyezte, hogy a 2020-as olimpián magyar színekben induljon. Egy 2020 márciusi dopping ellenőrzésen methyldienolone használatát mutatták ki a mintájában, amiért négyéves eltiltást kapott.